# Hotel Jousten
El NH Jousten Hotel es un establecimiento de categoría cuatro estrellas que se encuentra en la Avenida Corrientes esquina 25 de Mayo, arteria céntrica de la ciudad de Buenos AiresFue escenario de sucesos históricos, como las conspiraciones de los llamados "Generales del Jousten", previas a la Revolución del 43. Cerró en 1980 y fue reabierto en el año 2000 por la cadena NH Hoteles.

## Historia
En 1925, la señora María Lidia Lloveras, princesa de Faucigny Lucinge, le pidió al cuñado de su hermana, el arquitecto e ingeniero Raúl Pérez Irigoyen, que realizara los planos de lo que es el actual Jousten. Ella era propietaria de una vivienda que se encontraba en el terreno del futuro establecimiento, que comenzó a construirse en 1926. Cabe recordar que a fines del siglo XIX existía allí otro hotel, el Hotel de Inmigrantes.
Dos años más tarde, el presidente Marcelo T. de Alvear encabezaba la inauguración del Jousten Hotel, de gran categoría y que supo hospedar durante las siguientes décadas a viajeros que llegaban del puerto cercano. El Jousten, como los hoteles de su tiempo, era para permanencia durante períodos extensos, y sus habitaciones estaban equipadas como pequeños departamentos, al estilo acostumbrado.
Las décadas siguientes, el cambio en la organización de los hoteles y la decadencia del centro porteño llevó al lujoso hotel a su cierre, efectuado el 30 de marzo de 1980. En los siguientes meses, el mobiliario original, la decoración de interiores y la vajilla fueron rematados; y el edificio quedó abandonado por décadas.
A fines de 1998, la cadena española NH Hoteles compró el deteriorado Jousten con el objetivo de incluirlo en la red de hoteles que estaba empezando a formar en la Argentina. Las obras de restauración y remodelación se desarrollaron durante ese año, y el nuevo NH Jousten Hotel reabrió en mayo de 2000. Ese año, la Sociedad Central de Arquitectos y el Consejo Profesional de Arquitectura y Urbanismo entregaron al proyecto el premio anual al Mejor Edificio Reciclado.
En noviembre de 2003, el Buenos Aires Museo otorgó al hotel la distinción de Testimonio Vivo de la Memoria Ciudadana, por considerarlo un edificio “(...) que ha mantenido su carácter y decoración originales, respetados en su proceso de reciclado.”

## Arquitectura

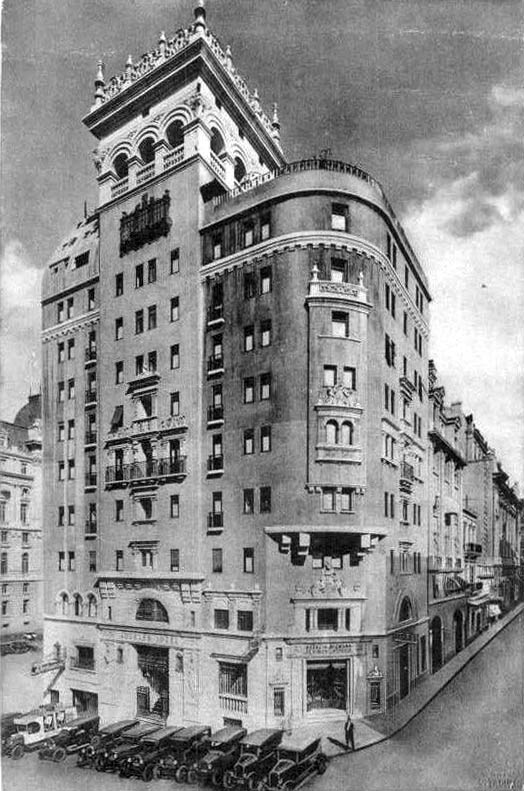
Fachada original pintada, en una postal de los años '30.

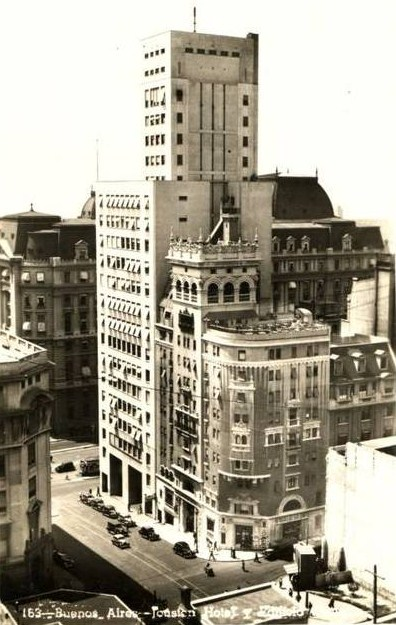
El Jousten con el Edificio Comega ya terminado (ca. 1934).

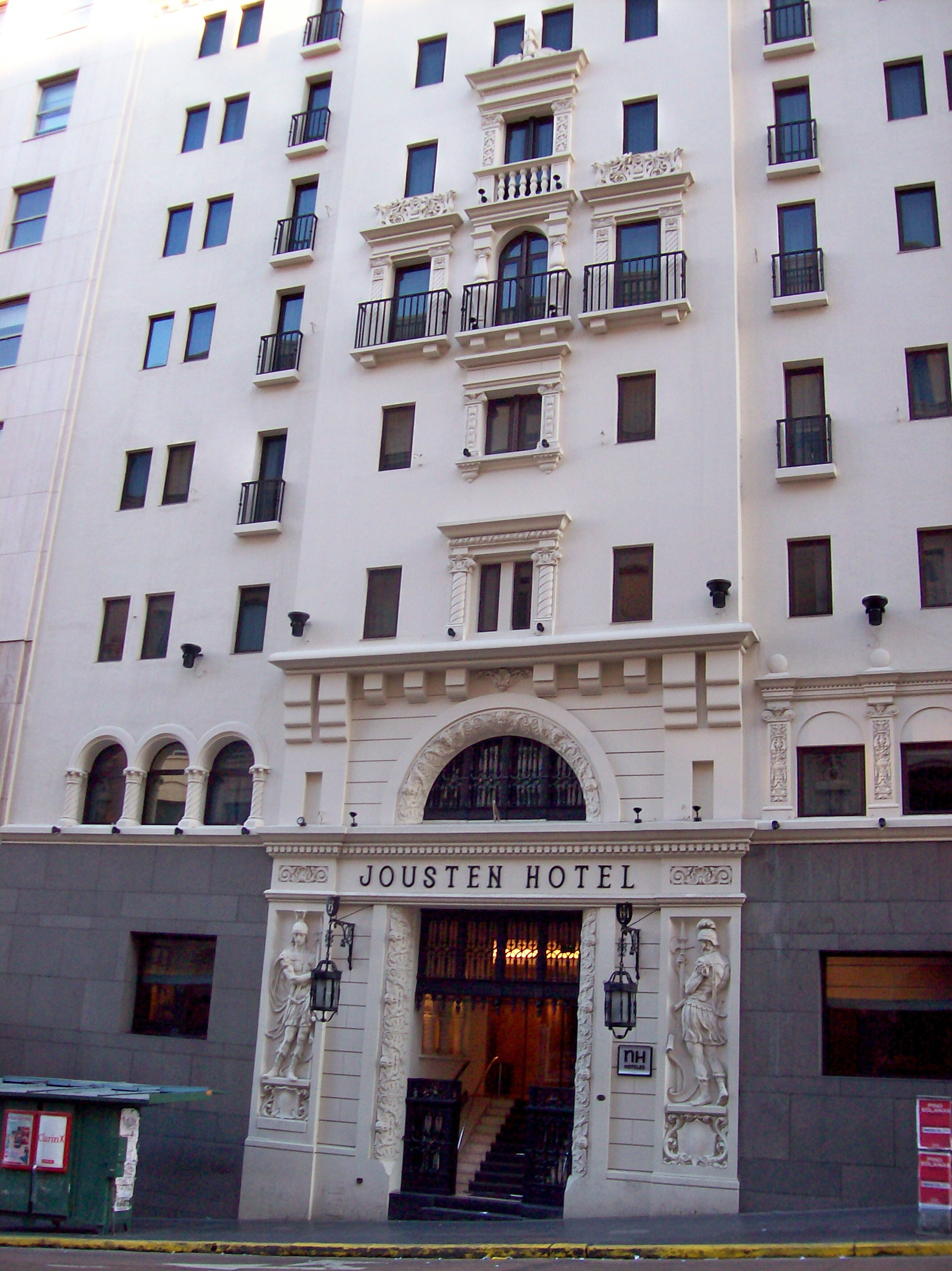
Fachada con detalles neoplaterescos, y el nuevo basamento revestido en granito

### Proyecto original (1925)
El Jousten Hotel fue proyectado por los arquitectos Luciano Chersanaz y Raúl Pérez Irigoyen, en estilo neoplateresco, una corriente del barroco español que en Buenos Aires también ostentan edificios como el Teatro Nacional Cervantes y el Banco de Boston, ambos diseñados en su misma época.
Construido por la empresa del Ingeniero Mauricio Kimbaun, el edificio ocupa un terreno sobre una marcada pendiente, por lo cual el nivel del subsuelo —donde se instaló el restaurante “El faisán”— sale a la superficie hacia el este. Debajo, en el sótano, estaban la bodega, el sector de lavandería y la caldera. 
La planta baja, cuya fachada ostenta un amplio arco de acceso al hotel, custodiado por dos soldados de armadura realizados en bajorrelieve, da acceso al lobby del hotel mediante una escalinata. Al costado derecho, estaba el salón para señoras, y del lado izquierdo el salón de lectura, mientras un pasillo hacia el fondo conducía al restaurante en el subsuelo y una escalera junto a dos ascensores, a los pisos superiores. Sobre la ochava, un local comercial servía era alquilado por la propietaria.
En el primer piso, se dispusieron la sala de desayuno junto a la cocina, y el gran salón de fiestas hacia el lado de 25 de Mayo. El segundo piso posee una esquina con ochava a 45°, pero desde el tercero hasta el octavo la ochava es curva y las plantas fueron diseñadas con distribución idéntica. En cada piso había dieciséis habitaciones y dos baños, ubicados de forma simétrica en el sector correspondiente con el eje del acceso al hotel. Una planta en formato de "C" permitía que todas las habitaciones tuvieran luz natural, aunque no estuvieran sobre la fachada exterior del edificio.
En el noveno piso, otro bar y restaurante con terraza al aire libre ocupaba la azotea, y poseía una gran cocina sobre un entrepiso. A partir de allí, surge la torre que corona al edificio, junto a la cual se instaló la sala de máquinas de los tres montaplatos que servía al sector de empleados.

### Restauración y reformas (1998)
La restauración realizada para la cadena NH Hoteles en 1998, estuvo a cargo de los estudios de arquitectura Urgell-Fazio-Penedo-Urgell, Fernández-Otero y Caparra-Entelman y Asociados; la constructora fue la firma RT Construcciones.
En cuanto a la fachada, su símil piedra fue pintado y su basamento fue muy modificado en el formato de sus aberturas y revestido en granito gris, mientras originalmente ostentaba un revoque de aspecto almohadillado. Así, perdió las rejas artísticas que ostentaba originalmente, mientras el local comercial que tenía entrada por la esquina de 25 de Mayo fue cerrado y su puerta reemplazada por una ventana. El interior de la planta baja también fue reformado, utilizando el espacio originalmente destinado al local de alquiler para salas de estar. También se modificó el acceso al restaurante en el subsuelo y se agregaron escaleras de emergencia, inexistentes en el antiguo hotel pero obligatorias por ley al momento de la reforma.
Los pisos de las habitaciones también fueron totalmente modificados, reduciendo la cantidad de habitaciones por piso pero dotando a todas de baño privado, un rasgo infaltable actualmente para un hotel de cuatro estrellas. Ochenta habitaciones ocupan los pisos del segundo al octavo, mientras el noveno piso y la torre fueron destinadas a las cinco suites del Jousten.
Por último, se mantuvieron y restauraron detalles tales como las columnas ornamentadas del subsuelo, el cielorraso artesonado y los revestimientos originales de cerámica en la planta baja. Para los sectores realizados a nuevo, se utilizaron materiales nobles como mármol y madera, combinados con revoque símil piedra.